# Gato malhado

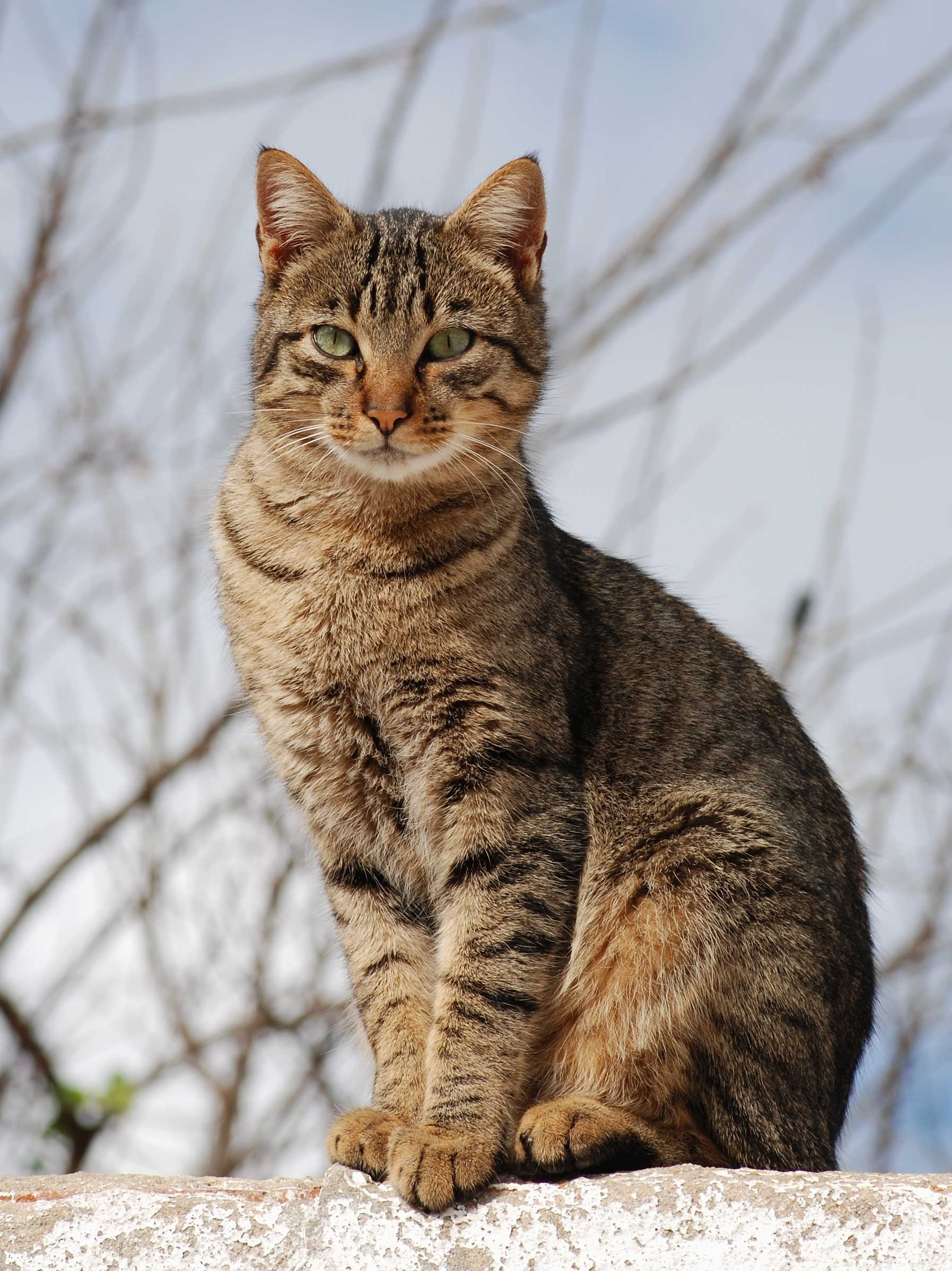
Gato malhado do padrão mackerel

Um gato malhado, gato tigrado ou ainda tabby é qualquer gato doméstico (Felis catus) com um padrão de pele caracterizado por uma marca em formado de M em sua testa e listras (ou pontos) em seus olhos, bochechas, dorso, pernas e calda.
Os quadro padrões conhecidos, diferenciados entre si geneticamente, são o mackerel ("cavalinha"), o classic ("clássico"), o ticked ("marcado") e o spotted ("com bolinhas").
Gatos malhados não são uma raça de gato, apenas uma categoria marcada pelo padrão de pele descrito acima. Esse padrão de pele é comum em gatos vira-latas ao redor do mundo. O padrão malhado ocorre de forma natural e é associada com o ancestral direto do Felis catus e de suas espécies próximas: o gato-selvagem-africano (Felis lybica lybica), o gato-selvagem (Felis silvestris) e o Gato-selvagem-asiático (Felis lybica ornata); todos esses possuindo padrões similares de coloração e padrões de pele. Um estudo genético conduzido sobre os gatos domésticos relevou pelo menos cinco fundadores da espécie atual, o que contribuiu para o conhecido padrão malhado.